# Via Orsanmichele
Via Orsanmichele è una strada del centro storico di Firenze, situata tra via dei Calzaiuoli e Calimala, che deve il suo nome alla chiesa di Orsanmichele. Si innestano lungo il tracciato via dell'Arte della Lana e il vicolo di Ferro. 

## Storia
La denominazione ha evidente riferimento alla chiesa di Orsanmichele (o Orsammichele o Or San Michele) che a sua volta conserva nel nome la memoria di un antico orto dove sorgeva già nell'VIII secolo un oratorio dedicato a san Michele Arcangelo (Orto San Michele). Le ulteriori titolazioni antiche sono varianti della stessa radice (piazza d'Orto San Michele, piazza di San Michele in Orto, nome comune a tutte le strede che giravano attono a quel monumento, a parte via Calzaiuoli). Ugualmente segnalate le denominazioni di via dei Quattro Santi (per il primo tratto, in riferimento al tabernacolo dell'Arte dei Conciapelle e Galilai con i Santi quattro coronati opera di Nanni di Banco) e, solo per il tratto tra il vicolo di Ferro e via Calimala dove la strada anticamente si restringeva, via delle Sette Botteghe. Questo nome è collegato alla vita commerciale di Calimala e del Mercato Vecchio, poiché in queste case si allineavano, sui due lati, sette fondi commerciali appunto, quattro sul lato settentrionale e tre su quello meridionale.  Alcune appartennero agli Alessandri, che vi avevano apposto il loro stemma sulle facciate. All'angolo con Calimala si trovava l'antico banco dei Ricci, una delle famiglie più ricche e potenti del XVI secolo in città.
L'attuale denominazione è stata conferita dalla giunta comunale nel 1866.

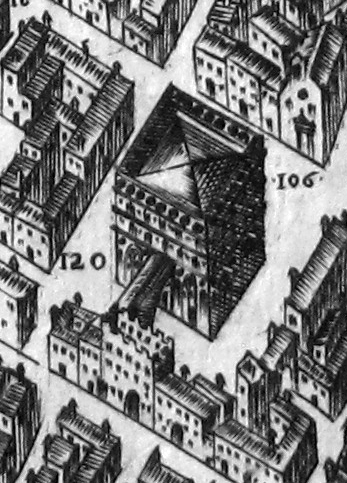
Orsanmichele e le vie circostanti nella pianta del Buonsignori (1584)
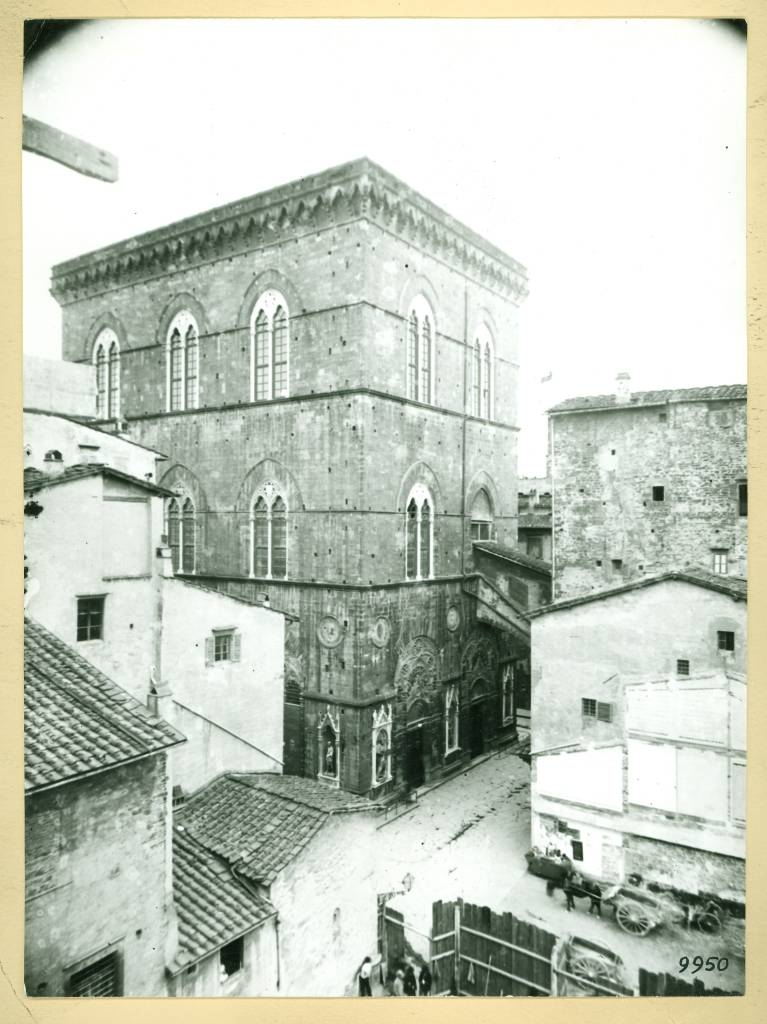
Veduta di Orsanmichele da un edificio di Mercato Vecchio, dopo alcune prime demolizioni ma prima della ristrutturaione del palazzo dell'Arte della Lana

## Descrizione
La via, pavimentata a lastrico, vive e si qualifica per la presenza della fabbrica di Orsanmichele e del palazzo dell'Arte della Lana, offrendo scorci di notevole suggestione.

## Note

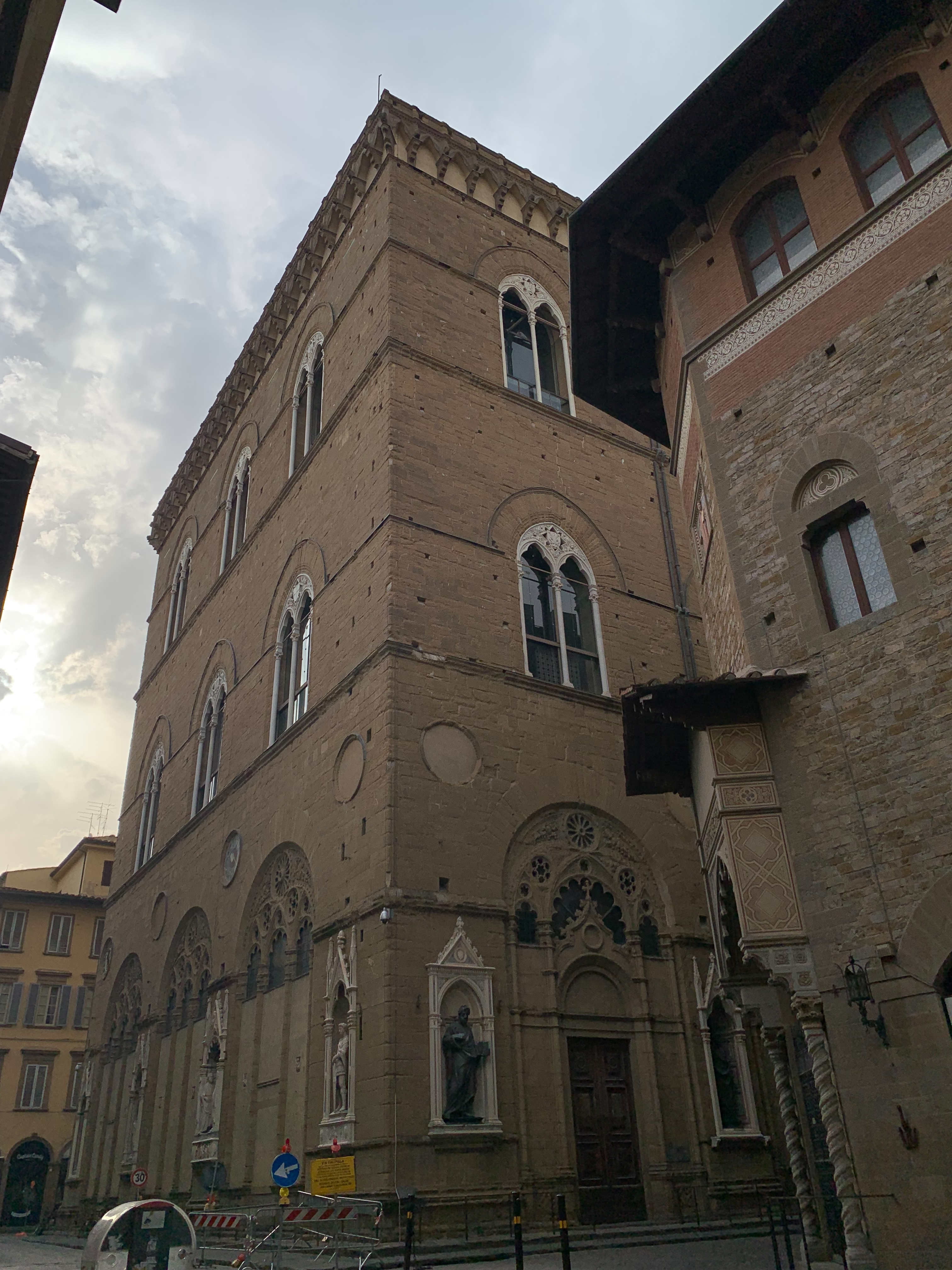
Orsanmichele

### Edifici
| Immagine | N°       | Nome                                    | Descrizione |
| -------- | -------- | --------------------------------------- | --- |
|          | s.n.     | Orsanmichele                            | Il grande edificio, oggi formante un parallelepipedo di tre piani sorse come deposito e loggia del mercato delle granaglie, sorse a partire dal 1240 su un piccolo monastero femminile dedicato a san Michele e dotato di orti, da cui per contrazione prese il nome. I lavori, progettati probabilmente da Arnolfo di Cambio, si conclusero nel 1290. Su uno dei pilastri si trovava un dipinto, forse ad affresco, di una Madonna, ritenuta miracolosa e oggetto di grande devozione popolare. Del culto e della gestione delle donazioni e elargizioni ex voto si occupava la compagnia dei Laudesi. La loggia fu gravemente danneggiata da un incendio il 10 luglio 1304; ricostruita tra il 1337 e il 1350 da Simone Talenti, Neri di Fioravante e Benci di Cione Dami, ebbe la forma attuale, di maggiori dimensioni e a pianta rettangolare. Nel 1347 Bernardo Daddi dipinse la Madonna delle Grazie che andò a sostituire l'antica immagine venerata, andata distrutta nell'incendio. dagli anni 1360 si decise di tamponare le arcate al piano terra e allontanare il mercato, destinando definitivamente l'edificio a chiesa. Nel frattempo, dal 1404, l'Arte della Seta ottenne ufficialmente dal Comune che i tabernacoli esterni fossero decorati dalle statue dei santi protettori delle Arti di Firenze. Sul lato di via di Orsnamichele in particolare si trovano i tabernacoli dei Beccai (col San Pietro attribuito a Filippo Brunelleschi), dei Calzolai (San Filippo di Nanni di Banco), dei Maestri di Pietra e Legname (Quattro Santi Coronati pure di Nanni di Banco) e dei Corazzai e Spadai (con il San Giorgio di Donatello). Oggi è ancora un edificio religioso al piano terra, e museo ai due piani superiori. |
|          | 2r-4r-6r | Palazzo Calzaiuoli                      | Si tratta di un grande edificio ottocentesco, forse progettato dall'architetto Telemaco Buonaiuti, autore di altri edifici nella zona. Sicuramente la datazione della costruzione è da collocare attorno agli anni quaranta dell'Ottocento, quando via Calzaiuoli fu rettificata e numerosi fronti degli edifici riconfigurati secondo il gusto del tempo. Sull'angolata, a testimoniare delle antiche costruzioni che qui insistevano, è quanto resta di uno scudo con l'arme propria della famiglia Landini, e sul lato di via Orsanmichele permangono una rotella e uno stemma con le insegne congiunte della Compagnia del Bigallo e dell'Arciconfraternita della Misericordia, sempre in ricordo di una antica proprietà (la rotella reca un pietrino con il numero 38 in caratteri romani a indicare la posizione della casa o della bottega nel registro delle possessioni). In questa cantonata, dalla metà del Settecento nell'edificio pressistente e e quindi nei più ampi spazi terreni del palazzo ottocentesco, si trovava il caffè Castelmur (Castelmur Perini), esercizio storico da considerare tra i più antichi caffè fiorentini, noto sia per i suoi rinomati prodotti di pasticceria sia come luogo di ritrovo prima di patrioti, poi di intellettuali e artisti. |
|          | 1        | Palazzo dell'Arte della Lana            | L'originario edificio destinato a residenza dell'Arte della Lana fu eretto nel 1308, come attestano due iscrizioni latine presenti sui fronti dell'attuale palazzo (ambedue con scolpito in rilievo l'Agnus Dei proprio dell'insegna dell'Arte), inglobando una più antica torre della famiglia Compiobbesi. Acquistato nel 1890 dal Comune di Firenze fu ceduto nel 1903 alla Società Dantesca Italiana per le pubbliche letture ad illustrazione della Divina Commedia. Questa promosse un complesso intervento di restauro e ricostruzione della proprietà, oramai isolata a seguito dell'intervento di risanamento dell'area del Mercato Vecchio (1881-1895), in modo da trasformare l'antica torre dei Compiobbesi in un'architettura aderente all'idea che allora si aveva della Firenze trecentesca. Su questo lato si trova il corpo della loggetta in angolo con Calimala, aperta con un fornice a tutto sesto su ciascun lato e decorata da due stemmi neogotici, sormonatata un piano principale con due bifore decorate dalla croce del Popolo e dallo stemma di Firenze e un sottotetto con oculi tra monogrammi della Società Dantesca entro polilobi. È ornata da una lunga colonnina incassata nella cantonata, dallo stemma Savoia e da una versione di quello Alighieri, oltre a un ricco apparato di ferri, in cui spiccano le elaborate lampade sulla strada, neogotiche. |
|          | s.n.     | Tabernacolo di Santa Maria della Tromba | Sul palazzo dell'Arte della Lana, nella cantonata con via di Orsanmichelem, fa bella mostra il ricostruito tabernacolo di Santa Maria della Tromba, entro un vano trapezoidale coperto da una tettoia copiata dalle più antiche raffigurazioni del tabernacolo nella sua collocazione originaria in Mercato Vecchio. Durante le demolizioni di quell'isolato dove originariamente si trovava l'architetto Cesare Spighi, sollecitato da Guido Carocci, ne fece dei rilievi e approntò un progetto per la sua ricostruzione su questo palazzo, che in quegli anni veniva "restaurato" (su progetto di Enrico Lusini, 1905) con una ricca decorazione in parte mutuata da altri edifici demoliti e in parte reinventata secondo il gusto romantico allora dominante. Il progetto di ricostruzione del tabernacolo fu messo in opera nel 1917. |
|          | 4        | Palazzo dell'Arte dei Beccai            | L'edificio, eretto nel Trecento su antiche case dei Macci, già dei Capitani di Orsanmichele, fu residenza dell'Arte dei Beccai fino al 1534, quindi, dal 1583, sede delle Arti riunite dei Fabbricanti e Legnaioli. Nel 1772 fu destinato ai servizi delle Dogana e nel 1789 concesso alla Congregazione di San Giovanni Battista o di Carità. Nel 1974 venne concesso all'Accademia delle Arti del Disegno che tuttora ha qui la sua sede principale. Il fronte si presenta nelle forme assunte nel corso del Quattrocento (sebbene le finestre siano state modificate posteriormente), con il piano nobile segnato da quattro finestre ad arco allineate su un semplice ricorso di pietra. In alto è uno scudo in pietra con il becco araldico proprio dell'Arte dei Beccai (e un altro si ripete sull'architrave della porta principale), a lungo reputato opera di Donatello. Sempre sul fronte sono due scudi con il giglio di Firenze. Vicino alla porta secondaria sono invece i tre cerchi intrecciati propri dell'Accademia delle Arti del Disegno. |
|          | s.n.     | Sede storica del Banco di Sicilia       | Si trova qui il fronte laterale della sede storica fiorentina del Banco di Sicilia, che venne costruita sul luogo di uno dei palazzi tardo-ottocenteschi realizzati all'epoca della creazione dell'attuale piazza. Dell'edificio preesistente è conservato nel Fondo Disegni presso l'Archivio Storico Comunale di Firenze il rilievo del prospetto su via Calimala, eseguito prima della demolizione, intorno al 1955. Il progetto del palazzo attuale si deve all'ing. Cesare Pascoletti di Roma e risale al 1956, con termine dei lavori nel 1959. Dal 2005 vi è la sede cittadina del grande magazzino di abbigliamento (Zara). |